# الغابات (لبنان)
الغابات هي قرية في لبنان تقع في منطقة الجرد التابعة لقضاء جبيل في منطقة جبل لبنان، تبعد حوالي 74 كيلومتراً شمال شرق بيروت. وأغلب سكانها من الموارنة. تتمتع منطقة الغابات بمناخ البحر الأبيض المتوسط الجاف في الصيف وشبه الاستوائي مع طقس معتدل طوال الفصول السنة. الصيف حار وجاف، في حين أن الشتاء ممطر مع تساقط الثلوج في بعض الأحيان. تقع على الجبال فوق مدينة جبيل على ارتفاع يتراوح بين 1000 إلى 1200 متر. وتحيط بها قريتي أفقا ولاسا ويسكنها نحو 591 نسمة.

## اقتصاد
الحرفة الرئيسية في الغابات هي الزراعة. وتنتج المدينة بشكل رئيسي التفاح والخوخ والعنب والخضروات.

## تاريخ
أكبر عائلة مقيمة هي عائلة القرقفي ويعود أصلها إلى القرن التاسع عشر عندما غادر نصار الجميل بكفيا إلى مكان اسمه قرقفي بجانب قرية لاسا في قضاء جبيل واستقر فيما بعد في الغابات.

## مواقع للزيارة
- كنيسة جون مار يوحنا مارون
- أطلال وبقايا مباني قديمة تقع في منطقة الشاوية.

تشتهر الغابات بشكل رئيسي بـ:
- مياهها الوفيرة (الصالحة للشرب والري).
- الجبال الشاهقة المحيطة بها (في الشاوية).
- موقعها عند مصب وادي نهر إبراهيم شديد الانحدار.

## التركيبة السكانية
سكان الغابات هم في الغالب من الكاثوليك الموارنة. أكبر عائلات القرية هي القرقفي والراهي وكرم وحاتم والخويري. انتخب أول مجلس بلدي في عام 2010. ورئيسها الحالي هو بشارة فيليب قرقفي.

## المؤسسات
- المجلس البلدي
- مجلس العمدة
- التعاونية الزراعية.

## مشاهير
- ريما بشارة فيليب قرقفي.
- بشارة موريس قرقفي مدير عام ديوان إدارة الأراضي والمساحة في وزارة المالية.[4] وهو عضو في المجلس التنفيذي للرابطة المارونية. وهو والد زوجة هادي حبيش.